# The First Step: Chapter One
THE FIRST STEP: CHAPTER ONE es el sencillo debut de la banda masculina surcoreana, TREASURE. Se lanzó digitalmente el 7 de agosto de 2020 y de manera física días después, el 13 de agosto, a través de YG Entertainment. Junto con el álbum se lanzó un vídeo musical de la canción principal del álbum, 'BOY'. THE FIRST STEP: CHAPTER ONE es el primero álbum de la serie 'THE FIRST STEP'. El sencillo debutó en la cima del Gaon Albums Chart y vendió más de 200.000 copias en Corea del Sur.

## Antecedentes y lanzamiento
La banda fue formada por YG a través del programa YG Treasure Box. En mayo de 2020, se compartió que el grupo debutaría en julio. El día 13 de julio de 2020, YG subió el primer adelanto del álbum. Durante los siguientes días, se subieron diversos adelantos de los perfiles de los integrantes a través de redes sociales. El nombre del álbum y el día de lanzamiento de este fueron revelados el 20 de julio, mientras que la lista de canciones fue revelada 10 días después y un adelanto del video musical de 'BOY' fue publicado el 5 de agosto. THE FIRST STEP: CHAPTER ONE se lanzó digitalmente en varios países el 7 de agosto de 2020 a las 6 de la tarde (KST), junto con el video musical de la canción principal. Dos versiones físicas llamadas ‹BLACK ver.› y ‹WHITE ver.› estuvieron disponibles el 13 de agosto.

## Música y recepción crítica
La canción principal del álbum, 'BOY', es una canción de hip-hop cuya letra describe a un protagonista masculino que intenta hacer que una chica se enamore de él. Dongju Jang y Rima Yoon fueron los encargados de dirigir el vídeo musical que acompaña a la canción, el cual se publicó simultáneamente con el lanzamiento del álbum. 
Un escritor no acreditado de la revista japonesa en línea Encount calificó la canción junto a su video musical como "hermosos pero dinámicos" para un sello vinculado al hip hop, como lo es YG y que, el baile es una "obra maestra". Un escritor para Wow! Korea describió la canción "con ritmos fuertes y un sonido adictivo" y calificó la letra en la que el chico expresa un amor fuerte como "impresionante".

## Rendimiento comercial
El 31 de julio, el sello del grupo anunció que THE FIRST STEP: CHAPTER ONE había superado los 100.000 pedidos anticipados en dos días. Tres días después, se reveló que los pedidos anticipados ya habían superado las 150.000 copias. El sencillo debutó en la cima del Gaon Album Chart en la semana de emisión número 33 de 2020. Vendió 160.614 copias en su primera semana de lanzamiento; la segunda semana de ventas más grande para un grupo novato en 2020. El álbum ocupó el segundo lugar en la lista de álbumes mensuales de septiembre, vendiendo 218,118 copias en tres semanas.
La canción principal del álbum, 'BOY', debutó en el número siete en el Billboard World Digital Song Sales, mientras que 'COME TO ME' alcanzó el número diez. 

## Lista de canciones
Lista de canciones y créditos según el 'TRACKLIST POSTER' publicado por YG. 

| Lanzamiento digital |              |                                                          |                             |          |          |  |
| N.º                 | Título       | Letras                                                   | Música                      | Arreglos | Duración |  |
| 1.                  | «BOY»        | CHOI HYUN SUK, CHOICE37, HARUTO y Se.A                   | CHOICE37, HAE, Se.A y R.Tee | R.Tee    | 3:17     |  |
| 2.                  | «COME TO ME» | CHOI HYUN SUK, BIGTONE, HARUTO, Kim Kyung, ROVIN y YOSHI | ROVIN                       | ROVIN    | 3:24     |  |
| 6:41                |              |                                                          |                             |          |          |  |

| Disponible únicamente en su formato físico |                             |        |                             |          |          |  |
| N.º                                        | Título                      | Letras | Música                      | Arreglos | Duración |  |
| 1.                                         | «BOY» (Instrumental)        |        | CHOICE37, HAE, Se.A y R.Tee | R.Tee    | 3:16     |  |
| 2.                                         | «COME TO ME» (Instrumental) |        | ROVIN                       | ROVIN    | 3:24     |  |
| 13:42                                      |                             |        |                             |          |          |  |

## Listas musicales

### Lista semanal
| Chart (2020)                    | Posición más alta |
| ------------------------------- | ----------------- |
| Álbumes de Corea del Sur (Gaon) | 1                 |

### Lista mensual
| Chart (2020)                    | Posición más alta |
| ------------------------------- | ----------------- |
| Álbumes de Corea del Sur (Gaon) | 2                 |

### Lista de fin de año
| Chart (2020)                    | Posición |
| ------------------------------- | -------- |
| Álbumes de Corea del Sur (Gaon) | 39       |

## Certificación y ventas
| País                                                       | Certificación | Ventas de unidades certificadas |
| ---------------------------------------------------------- | ------------- | ------------------------------- |
| Corea del Sur (KMCA)                                       | Platino       | 250.000 ^                       |
| ^ Cifras de ventas basadas únicamente en la certificación. |               |                                 |

## Historial de versiones
| País          | Fecha                | Formato(s) | Agencia   |
| ------------- | -------------------- | ---------- | --------- |
| Varios        | 7 de agosto de 2020  | Streaming  | YG        |
| Corea del Sur | 13 de agosto de 2020 | CD         | YG        |
| Japón         | 21 de agosto de 2020 | CD         | YG · YGEX |